# Aa achalensis
Aa achalensis är en orkidéart som beskrevs av Rudolf Schlechter. Aa achalensis ingår i släktet Aa och familjen orkidéer. Inga underarter finns listade i Catalogue of Life.